# 三浦新
三浦 新（みうら あらた、1940年〈昭和15年〉5月30日 - 2013年〈平成25年〉3月12日）は、日本の銀行家。山形銀行頭取、会長を歴任した。2010年（平成22年）旭日小綬章受章。

## 来歴・人物
三浦弥太郎山形銀行頭取の長男として、山形県山形市に生まれる。東京商科大学（現一橋大学）学長や両羽銀行（現山形銀行）頭取を務めた三浦新七は祖父。
慶應義塾大学商学部卒業後、三菱銀行勤務を経て、山形銀行入行。常務、専務を歴任し、45歳で頭取に就任するが、これに対しては行内外から若すぎるとの声も出た。
頭取在任中は、金融の自由化や国際化に対応し、事務センターの建設、第三次オンライン計画の策定のほか1988年（昭和63年）には、総預金1兆円を達成した。 1993年（平成5年）には会長に退き、後任には丹羽厚悦専務が昇格した。以後、丹羽頭取・三浦会長の体制が2005年（平成17年）まで続いた。
ほかに、県銀行協会会長や山形商工会議所副会頭、山形経済同友会代表幹事、慶大評議員なども歴任した。
2013年（平成25年）3月12日、腎不全で死去。72歳。
長男は三浦新一郎山形銀行専務取締役。

## 略歴
- 1959年（昭和34年） - 山形県立山形東高等学校卒業。
- 1963年（昭和38年） - 慶應義塾大学商学部卒業後、三菱銀行（現・三菱UFJ銀行）入行 人事部人事第一課長代理等を歴任する。
- 1972年（昭和47年） - 山形銀行入行 常務取締役。
- 1980年（昭和55年） - 専務取締役。
- 1985年（昭和60年） - 頭取。
- 1993年（平成5年） - 会長。
- 2005年（平成17年） - 退任。
- 2013年（平成25年） - 死去。